# Хаггарт, Джордж
Джордж Ха́ггарт (англ. George Haggart) — шотландский кёрлингист.
В составе мужской сборной Шотландии участник двух чемпионатов мира (лучший результат — серебряные призёры в 1970). Двукратный чемпион Шотландии среди мужчин.
Играл на позиции третьего.

## Достижения
- Чемпионат мира по кёрлингу среди мужчин: серебро (1970), бронза (1969).
- Чемпионат Шотландии по кёрлингу среди мужчин: золото (1969, 1970).

## Команды
| Сезон   | Четвёртый   | Третий         | Второй      | Первый         | Запасной            | Турниры            |
| ------- | ----------- | -------------- | ----------- | -------------- | ------------------- | ------------------ |
| 1968—69 | Билл Мюрхед | Джордж Хаггарт | Дерек Скотт | Алек Янг       | Мюррей Мелвилл (ЧМ) | ЧШМ 1969 · ЧМ 1969 |
| 1969—70 | Билл Мюрхед | Джордж Хаггарт | Дерек Скотт | Мюррей Мелвилл |                     | ЧШМ 1970 · ЧМ 1970 |

(скипы выделены полужирным шрифтом)